# Żeleznica (obwód Błagojewgrad)
Żeleznica (bułg. Железница) – wieś w południowo-zachodniej Bułgarii, w obwodzie Błagojewgrad, w gminie Simitli. Według danych Narodowego Instytutu Statystycznego, 31 grudnia 2011 roku wieś liczyła 363 mieszkańców.

## Kultura i oświata
- centrum kultury "Wasił Kołarow"
- przedszkole

## Osoby związane z Żeleznicą
- Simeon Angełow – rewolucjonista
- Alekasndyr Bogdanow – polityk, kmet Dupnicy
- Iwan Iliew – nauczyciel
- Stoimen Karadajew – rewolucjonista
- Sławe Makedonski – pisarz
- Dobrota wojwoda – hajduk